# Syun Matsuena
Syun Matsuena (松江名俊 Matsuena Shun?) nacido el 11 de febrero en Tokio, Japón. Es un Mangaka japonés. Reconocido por crear la serie Kenichi.

## Biografía
Matsuena inició su carrera con el manga de Kenichi, en la revista Shükan Shönen Sunday, el 9 de agosto de 2002, la cual tiene un nivel de aceptación notable dentro y fuera de Japón, por la adaptación del anime lanzada en 2006. En septiembre de 2014, terminaría el manga de Kenichi, con un total de 583 capítulos, después de 12 años de publicación.
El 3 de diciembre de 2014, Matsuena publicó otro manga en la misma revista, llamado Tokiwa Kitareri!!. La historia empieza con Tokiwa un chico normal que va al instituto, es malo en deportes y tiene pocos amigos. Pero su vida cambia cuando conoce a sus tres nuevos compañeros de apartamento, que más bien parecen protagonistas de un manga, uno de ellos es un ninja, un hechicero y un androide. En el mismo número del manga, se lanzó posteriormente, 3 One-shots de prospectos de Mangas a serializar, titulados como: Kanata, Haruka y DEM III, Publicándose cada uno en las ediciones 50, 51 y 52 de la revista, respectivamente. En la edición siguiente a DEM III, la primera edición del año editorial. El manga se finalizó el 18 de julio de 2017, con los dos últimos tomos 12 y 13.
En 2018, Matsuena publica un manga de acción y espionaje, llamado Kimi Wa 008, el 21 de febrero se publicó su primer capítulo.

## Obras
- Kenichi (2002-2014)
- Tokiwa Kitareri!! (2014-2017)
- Tensou Kidou Arvadling (2016-2018)
- Kimi wa 008   (2018-2024)